# 西海市立西海中学校
西海市立西海中学校（さいかいしりつ さいかいちゅうがっこう, Saikai City Saikai Junior High School）は、長崎県西海市西海町黒口郷にある公立中学校。

## 概要
歴史
- 2012年（平成24年）4月に西海市立中学校2校（西海北・西海南）が統合され、旧・西海北中学校を校舎として開校した。

校区
- 西海市立西海小学校
- 西海市立西海北小学校
- 西海市立西海東小学校

## 沿革
前身
旧・七釜中学校（ななつがま）
- 1947年（昭和22年）4月1日 - 学制改革により、「七釜村立七釜中学校」が開校。
- 1955年（昭和30年）4月1日 - 面高村と七釜村の対等合併で西海村が発足したことにより、「西海村立七釜中学校」と改称。
- 1962年（昭和37年）- 新校舎が完成。
- 1969年（昭和44年）1月1日 - 町制施行により、「西海町立七釜中学校」と改称。
- 1972年（昭和47年）- 完全給食を開始。
- 1980年（昭和55年）3月31日 - 閉校。

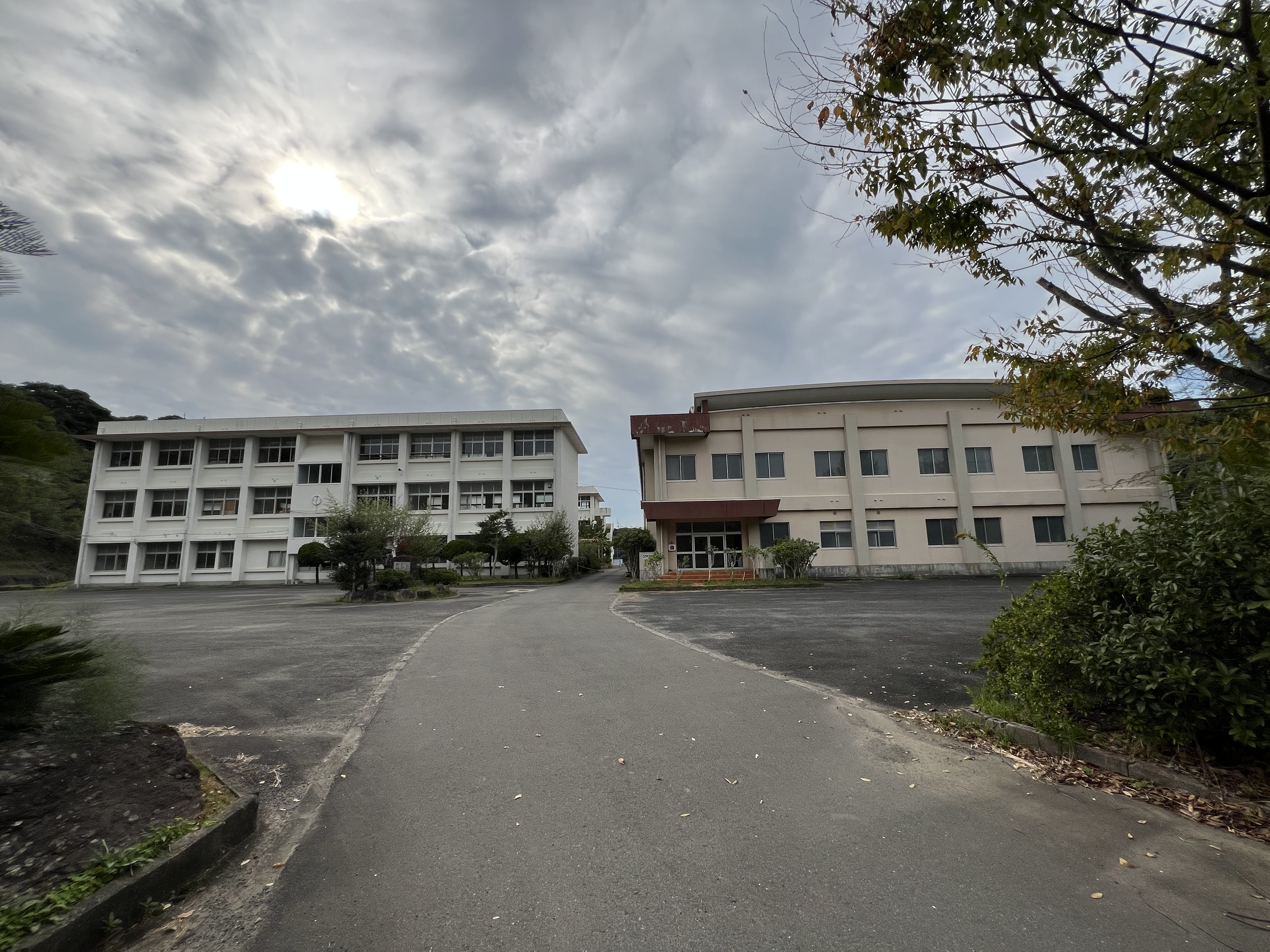
旧・西海南中学校跡

旧・面高中学校（おもだか）
- 1947年（昭和22年）4月1日 - 学制改革により、「面高村立面高中学校」が開校。
- 1955年（昭和30年）4月1日 - 七釜村と面高村の対等合併で西海村が発足したことにより、「西海村立七釜中学校」と改称。
- 1963年（昭和38年）- 校歌を制定。
- 1969年（昭和44年）1月1日 - 町制施行により、「西海町立面高中学校」と改称。
- 1972年（昭和47年）- 完全給食を開始。
- 1980年（昭和55年）3月31日 - 閉校。

旧・瀬川中学校（せがわ）
- 1947年（昭和22年）4月1日 - 学制改革により、「瀬川村立瀬川中学校」が開校。
- 1957年（昭和32年）3月31日 - 瀬川村が西海村に編入され、「西海村立瀬川中学校」と改称。
- 1969年（昭和44年）1月1日 - 町制施行により、「西海町立瀬川中学校」と改称。
- 1972年（昭和47年）- 完全給食を開始。
- 1980年（昭和55年）3月31日 - 閉校。

昭和の統合
旧・西海南中学校（さいかいみなみ、北緯33度1分48.3秒 東経129度39分24.4秒）
- 1980年（昭和55年）4月1日 - 七釜中学校・面高中学校・瀬川中学校3校の統合により、「西海町立南中学校」と西海町立北中学校の2校が開校。
- 1982年（昭和57年）- プールが完成。
- 1990年（平成2年）- 柔剣道場が完成。
- 2005年（平成17年）4月1日 - 町村合併により、「西海市立西海南中学校」に改称。
- 2012年（平成24年）3月31日 - 閉校。

旧・西海北中学校（さいかいきた）
- 1980年（昭和55年）4月1日 - 七釜中学校・面高中学校・瀬川中学校3校の統合により、「西海町立北中学校」と西海町立南中学校の2校が開校。
- 1981年（昭和56年）- 校歌が完成。
- 2005年（平成17年）4月1日 - 町村合併により、「西海市立西海北中学校」に改称。
- 2012年（平成24年）3月31日 - 閉校。

平成の統合
西海市立西海中学校
- 2012年（平成24年）4月1日 - 西海市立西海南中学校と西海市立西海北中学校の2校が統合され、「西海市立西海中学校」（現校名）として開校。校舎は旧・西海北中学校のものを使用。

## アクセス
最寄りのバス停
- さいかい交通 「西海中前」（旧・西海北中前）

最寄りの道路
- 国道202号

## 周辺
- 西海市役所西海支所（旧・西海町役場）・保健センター
- 西海公民館
- 江里公民館
- 西海歴史民俗資料館
- 西海市立西海東小学校
- JA長崎西彼西海支店

## 表記が同じ中学校
- 愛南町立西海中学校（読みは「にしうみ」）- 2011年（平成23年）3月に閉校。

## 参考資料
- 西海地区中学校適正配置（学校統合）実施計画（PDF） - 西海市ウェブサイト
- 西海中学校が誕生します。 - 西海市ウェブサイト
- 西海南中が閉校式 32年の歴史回顧（2012年（平成24年）2月19日のながさきニュース） - 長崎新聞ウェブサイト
- 2校統合西海中開校式（2012年（平成24年）4月7日の記事） - 読売新聞ウェブサイト